# Diapausa
Predefinição:Dormência Animal

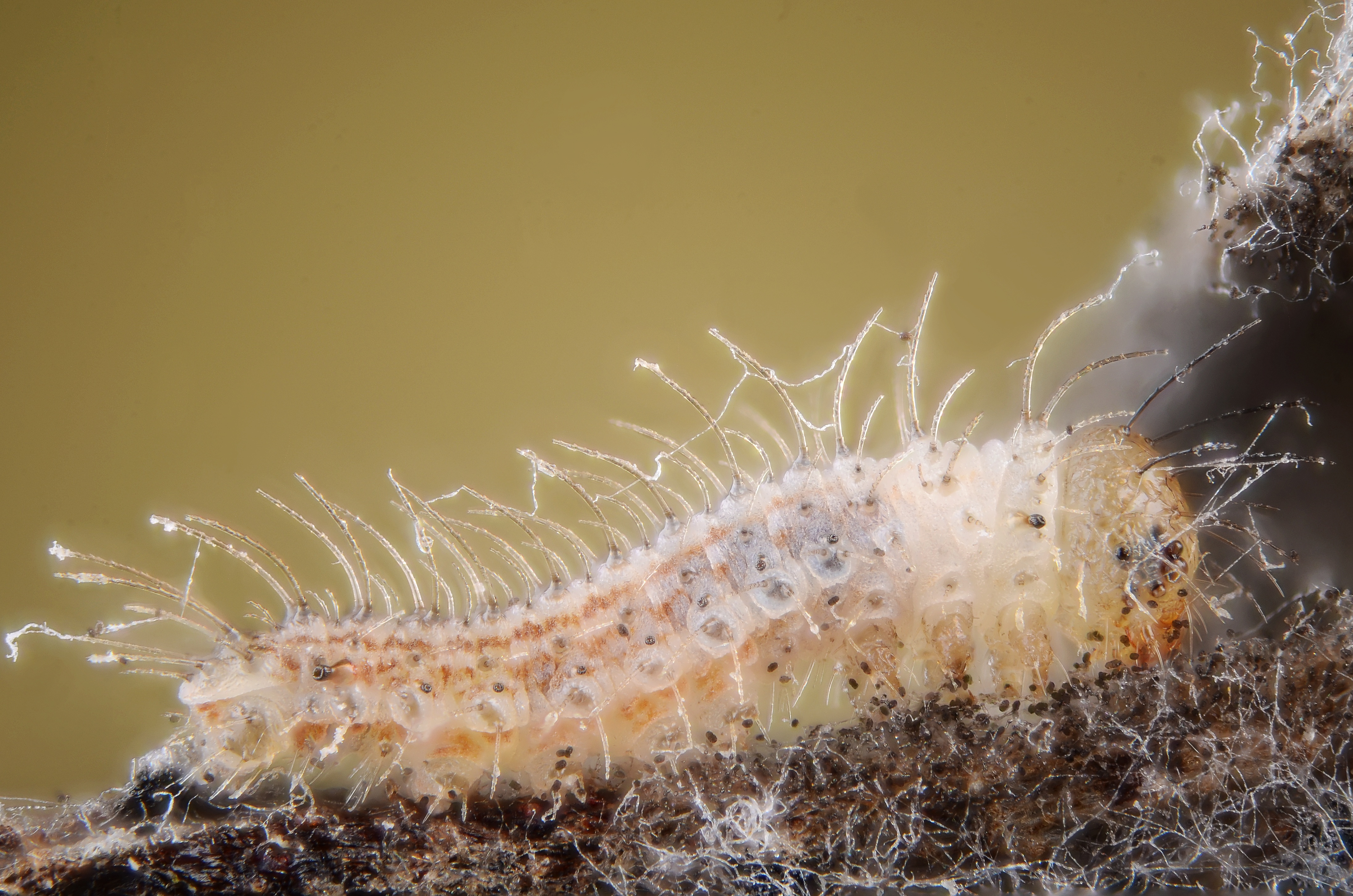
Primeiro instante da diapausa de inverno na espécie de lagarta Pyronia tythonus.

Diapausa é uma retenção temporária do desenvolvimento e está presente em quase todos os filos animais. É controlada por fatores fisiológicos endógenos e pode ou não envolver uma diminuição do metabolismo. A diapausa pode ocorrer em diferentes fases do desenvolvimento, podendo ser ativada por alterações hormonais intrínsecas do desenvolvimento do organismo ou por fatores preditivos de mudanças ambientais.
As vantagens biológicas da diapausa podem variar em diferentes habitats e espécies. Peixes de água doce que apresentam ovos com diapausa, podem colonizar corpos d'água intermitentes e possibilitar o rápido restabelecimento da população sob condições favoráveis. Insetos podem utilizar a diapausa para evitar predação, e mamíferos podem sincronizar o desenvolvimento do feto com condições ambientais mais propícias.

## Histórico

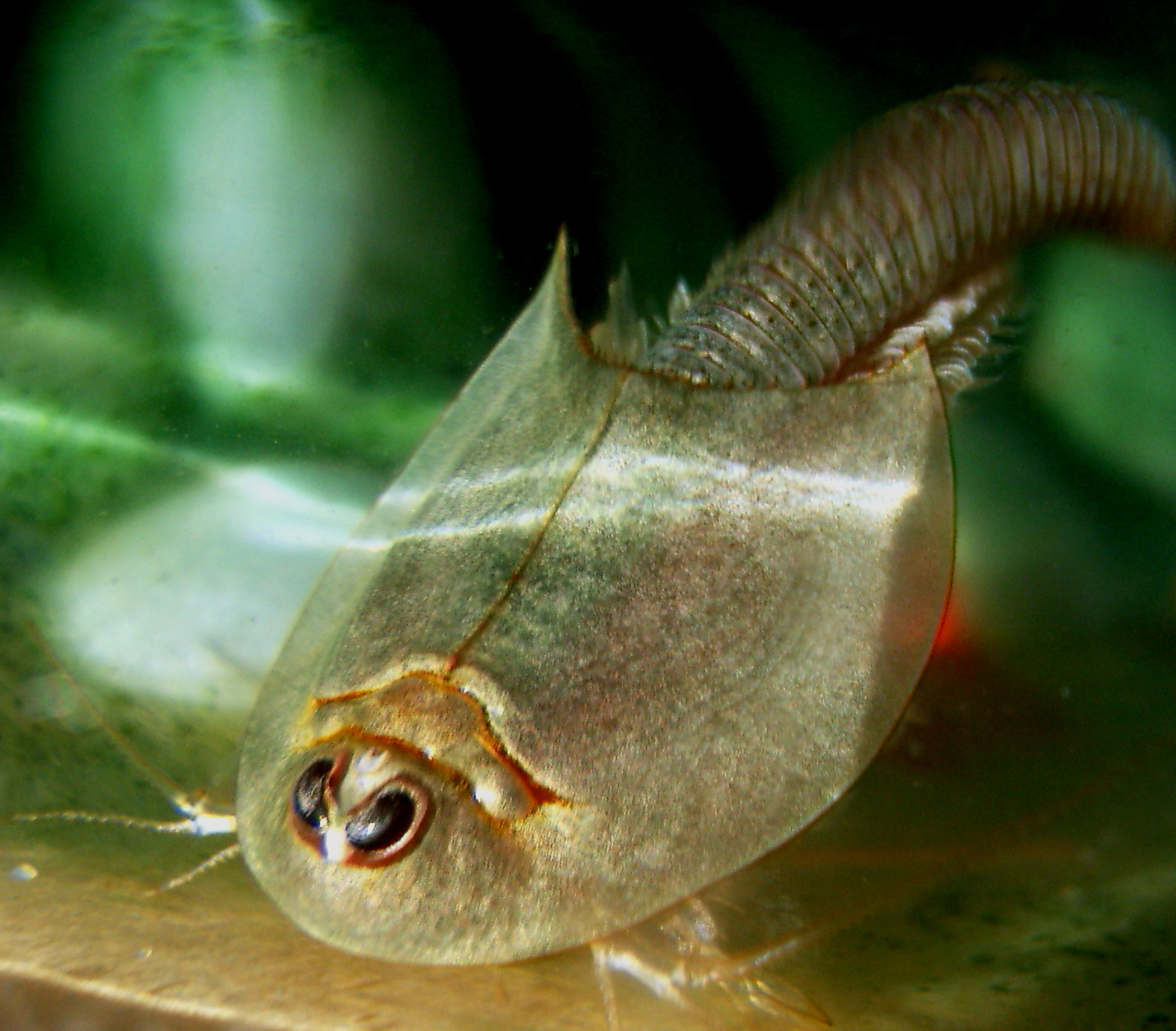
Triops longicaudatus (criaturas do período Devoniano) que são capazes de manter os ovos em estado de diapausa por até 30 anos.

Originalmente, W.M. Wheeler (1893) aplicou o termo “diapausa” para um estágio em repouso durante a embriogênese, e o seu uso foi subsequentemente alterado para se referir a uma supressão do crescimento, desenvolvimento ou reprodução em qualquer estágio de desenvolvimento do inseto.  Posteriormente, o conceito também foi utilizado para características semelhantes observadas em demais artrópodes e também em alguns vertebrados.

## Vantagens
Os organismos, na maioria das vezes, passam por períodos de retardo em um estado de dormência. Este estado relativamente inativo apresenta o benefício de conservar energia, a qual pode ser usada durante os períodos subsequentes ao retardo. Além disso, a fase de dormência de um organismo é frequentemente mais tolerante às condições adversas no ambiente (seca, temperaturas extremas, pouca luminosidade, etc).  A diapausa é considerada um investimento no estilo de vida com benefícios próprios, custos e compensações. A baixa viabilidade por alimento promove diapausas numa grande variedade de organismos como ocorre no fotoperíodo, em insetos terrestres e ácaros.
Apesar de ser vantajosa, a diapausa possui os seus custos. Algumas espécies que apresentam diapausa prolongada e um tamanho corporal relativamente grande (comparado ao tamanho da presa), podem ser mais facilmente predados por estarem em um estado mais indefensível.

## Tipos de Diapausa
A dormência pode ser obrigatória ou facultativa. A dormência obrigatória é iniciada antes das condições adversas e é muitas vezes encontrada em ambientes previsíveis. É geralmente referida como diapausa em animais e como dormência primária ou inata em plantas. Já a dormência facultativa é uma condição que permite que os organismos fiquem ativos o maior tempo possível antes de serem submetidos às condições desfavoráveis.

### Diapausa obrigatória
Se a diapausa ocorrer durante cada geração, independentemente das condições ambientais que o indivíduo está inserido, é considerada uma "diapausa obrigatória". Na diapausa obrigatória a espécie apresenta um ciclo de vida univoltino, em que cada organismo de cada geração entrará em diapausa, independentemente de qualquer alteração ambiental (apesar que certos fatores podem acelerar o processo).
Embrionária

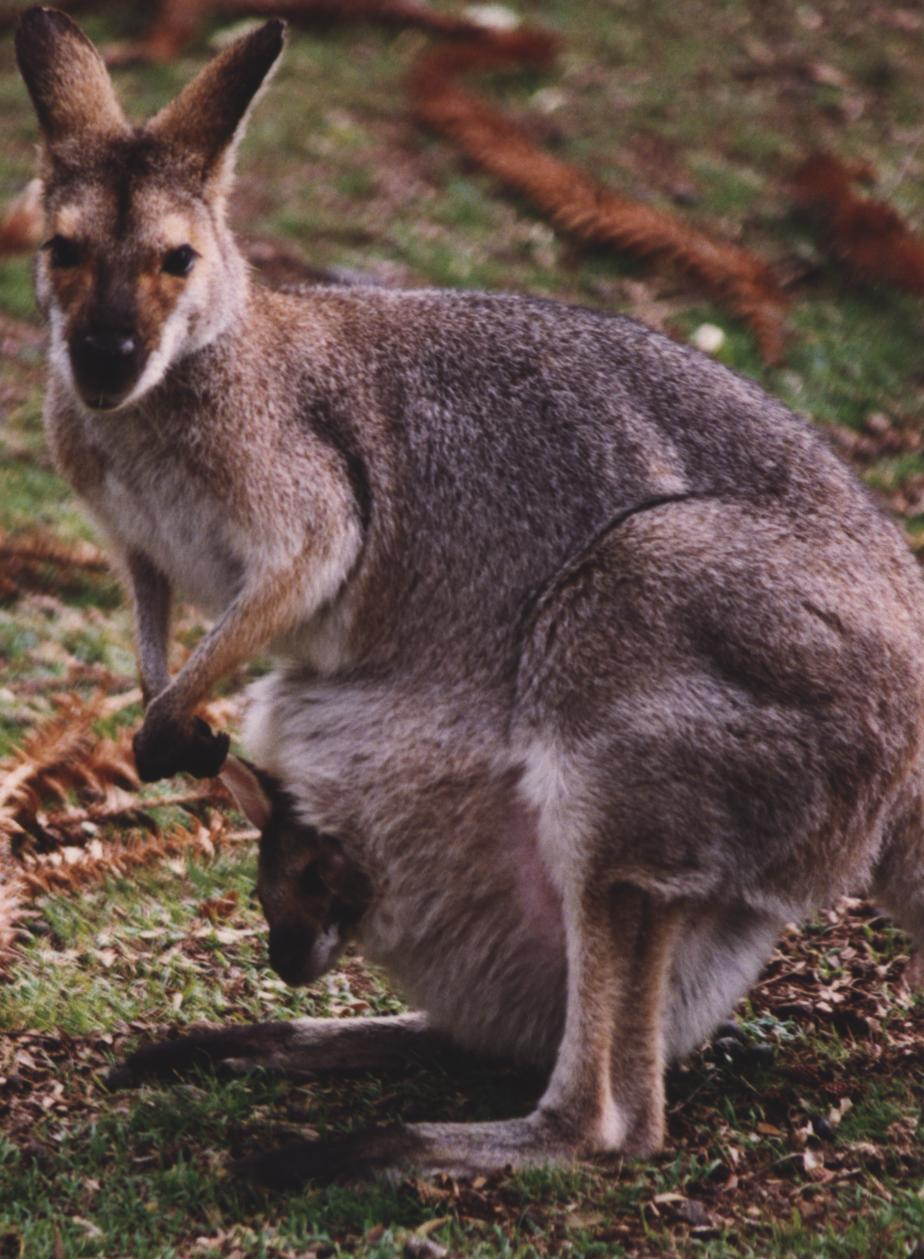
O canguru é um exemplo de mamífero que faz diapausa embrionária

Consiste em um estado programado de interrupção ou profunda lentidão do desenvolvimento embrionário presente em todas as gestações, configurando um tipo de diapausa obrigatória. Ocorre em muitas espécies de animais e funciona como mecanismo para retardar ou inativar temporariamente o desenvolvimento completo dos embriões após a fertilização, concluindo posteriormente a gestação. A duração deste período de interrupção é variável. Assim, a diapausa embrionária permite um ajuste do tempo entre a fertilização e a conclusão do desenvolvimento. Os mecanismos de diapausa embrionária evoluíram independentemente diversas vezes e em razão disso, os detalhes morfológicos e bioquímicos desses organismos costumam variar entre diferentes grupos de animais.
Entre os vertebrados, a diapausa embrionária ocorre em certos peixes, tartarugas, aves e tanto mamíferos marsupiais como placentários. Pode ocorrer em até três fases distintas em alguns, mas não todos vertebrados: 
| FASE         | CARACTERÍSTICAS                                                                  |
| ------------ | -------------------------------------------------------------------------------- |
| DIAPAUSA I   | Anterior ao desenvolvimento: na gastrulação e logo após a formação do blastômero |
| DIAPAUSA II  | Tardiamente, após a gastrulação do embrião                                       |
| DIAPAUSA III | Embrião já em fase final de desenvolvimento e logo antes da eclosão do ovo.      |

É chamada comumente de implantação tardia em mamíferos placentários, pois o retardo no desenvolvimento embrionário ocorre quando o embrião está no estágio de maturação de blastocisto, antes da implantação do embrião na parede uterina.
Diapausa Embrionária em Mamíferos

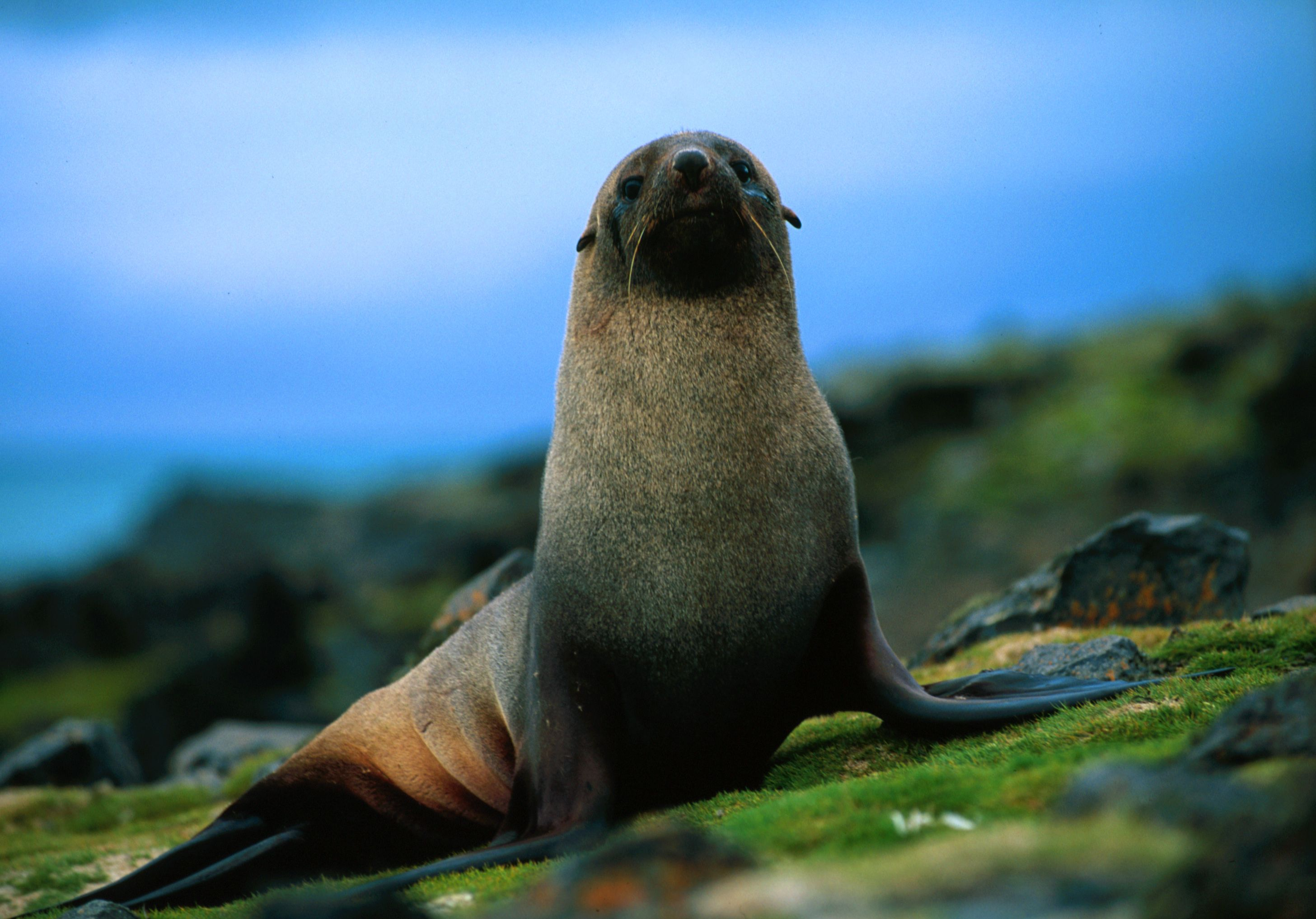
Lobo marinho (Arctocephalus gazella)

O atraso na implantação em algumas espécies de mamíferos é classificado como diapausa obrigatória por ser uma característica de todas as gestações. Seu papel neste caso é coincidir o desenvolvimento embrionário com a estação mais favorável.
Na Antártica, os lobos-marinhos da espécie Arctocephalus gazella ilustram o atraso da implantação nesse contexto. A fêmea entra em estro e cruza nos dias subsequentes ao parto durante o começo do verão. Se conceber uma nova progênie, ela não pode se dar ao luxo de parir muito antes ou muito depois do início do verão do próximo ano. Se ela parir antes - na primavera antártica - seu filhote recém-nascido pode experimentar imediatamente um frio devastador. Se ela parir depois, seu recém-nascido pode ter um período de verão muito curto para amadurecer antes do seu primeiro inverno. Na verdade, o espaço de tempo entre o dia em que a fêmea copula e o dia do parto é de quase 365 dias exatos. O desenvolvimento placentário requer, entretanto somente 260 dias. O tempo entre a cópula e parto é ajustado para ser de 365 dias por meio do atraso da implantação. Após a fertilização de um ovo até seu estágio de blastocisto, ele entra em uma pausa de desenvolvimento (dentro do útero) por 3 a 4 meses. Ele permanece nesse estágio de pausa por tempo suficiente para que, quando reiniciar o desenvolvimento e a implantação (sob controle do fotoperíodo), ainda restem 250 dias antes da data adequada para o nascimento.

### Diapausa facultativa
Ocorrência opcional da diapausa, denominada diapausa facultativa, ocorre onde condições adversas não acontecem com tanta frequência ou não são previsíveis. Os insetos, por exemplo, apresentam várias gerações por ano e continuam com o seu ciclo de vida até um evento que estimule a indução da diapausa. A diapausa facultativa surge em resposta a estímulos específicos do ambiente, o que resulta em espécies com ciclos de vida multivoltinos, onde nem todos os indivíduos entraram em diapausa.
A influência da idade sobre a incidência da diapausa é provavelmente uma estratégia reprodutiva adaptativa. Como os ovos são colocados tardiamente na estação, é improvável que esses completem o seu desenvolvimento antes do início do inverno. As fêmeas provavelmente protegerão aqueles ovos em que elas mais apostam no sucesso do desenvolvimento, diversificando a taxa de desenvolvimento entre seus filhos e espalhando o desenvolvimento em várias épocas. A baixa previsibilidade das futuras condições ambientais pode explicar a diversidade das estratégias reprodutivas femininas.

## Diapausa em Artrópodes

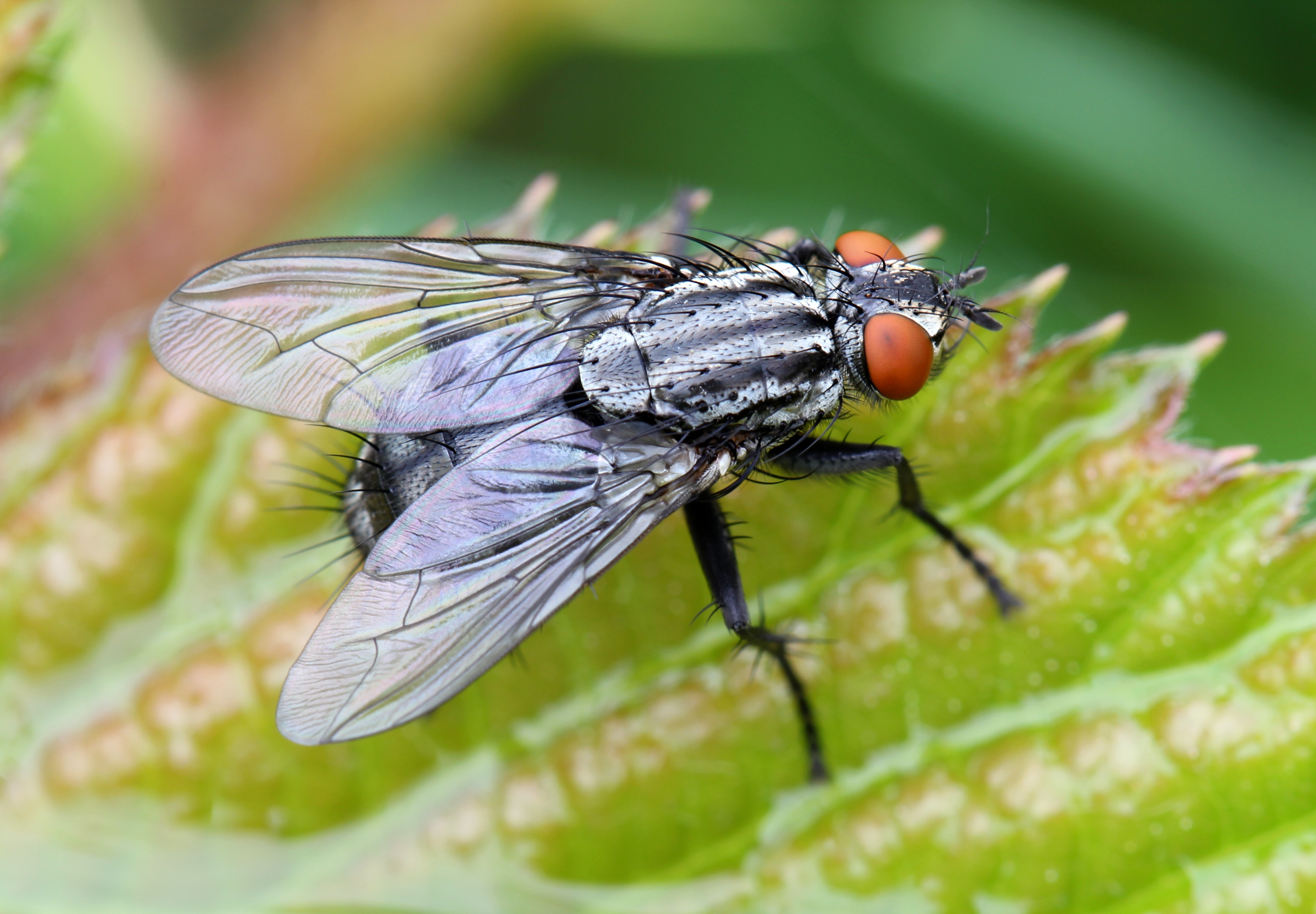
Mosca do gênero Sarcophaga. Expressam um gene específico da diapausa em suas pupas.

### Evolução da Diapausa
A descoberta de uma relação próxima entre os mecanismo da diapausa e a ação de hormônios metamórficos torna possível levantar teorias prováveis à respeito da origem da diapausa na filogenia de insetos. Nessa conexão, cinco fatos importantes devem ser enfatizados:
- 1.       A diapausa é também conhecida por ocorrer em outros grupos de Artrópodes assim como em Acari e também, provavelmente, em Crustacea, Arachnida e Myriapoda.
- 2.       A causa interna primária da diapausa foi a interrupção na produção de neuro-hormônio secretado pelas células neurossecretoras do cérebro.
- 3.       Mesmo sendo uma característica intraespecífica, espécies proximamente relacionadas diferem frequentemente na manifestação da diapausa.
- 4.       A diapausa sempre possui uma característica adaptativa clara.

- 5.       Apesar da tendência de mostrar a diapausa como um fator geneticamente condicionado, a aparência da diapausa numa espécie em particular pode ser determinada por um estímulo recebido durante a ontogênese.[23]

### Fases da Diapausa[24]
Pré diapausa:
Preparação:
A preparação para a diapausa inclui a estocagem de reservas, mudanças morfo-fisiológicas, bioquímicas, comportamentais e na taxa de desenvolvimento do inseto.
Indução (estado sensitivo):
Nessa fase, fatores endógenos ou exógenos, induzem o processo de diapausa
Diapausa:
Entrada:
Se trata do inicio do processo de diapausa em que ocorre a indução e intensificação da síndrome da diapausa. Durante essa fase, o indivíduo não retoma o desenvolvimento e/ou atividades pré-diapausa, mesmo se detectar estímulos que lhe permitam a retomada do desenvolvimento.
Fim do desenvolvimento da diapausa:
Essa fase é caracterizada pela total capacidade dos indivíduos de retomarem suas atividades normais
Desenvolvimento pós diapausa:
Nessa fase o organismo se reorganiza para voltar à suas atividades normais. É um período geralmente curto.
Finalização:
Retomada total do organismo para suas atividades normais.

### Mecanismos regulatórios da diapausa

Gráfico de crescimento da borboleta Araschnia levana, evidenciando o período de diapausa. Representa o crescimento diário em horas (tageslänge in stunden), durante meses (monat), conforme a variação de temperatura (temperatur) em graus Celsius. O gráfico de linhas demonstra a temperatura (azul) e o crescimento diário em horas (vermelho). A curva de crescimento acompanha a curva de temperatura, mostrando que quanto menor a temperatura, menor o crescimento. O gráfico de barras representa o intervalo de tempo de cada estágio e é possível notar que a duração é menor de acordo com o aumento da temperatura e à medida que a temperatura diminui, as fases vão ficando mais longas, até entrar no estado de diapausa, em que não ocorre a mudança de estágio por um longo período de tempo.

No decorrer da fase de indução e preparação, diversos são os fatores que atuam como incentivadores da diapausa. Dentre eles o mais comum é o fotoperíodo, em que a maioria dos insetos responde a limites absolutos de duração da luminosidade. Entretanto, quando o número de horas de luz atinge valores superiores ou inferiores a um determinado limite crítico, o organismo entra em diapausa. Em alguns casos a atuação da temperatura como sinal indutor da diapausa independe de outros fatores. Da mesma forma que no fotoperíodo, alterações na temperatura induzem a diapausa quando ultrapassam determinado limite crítico. Alterações de umidade são sinais ambientais muito utilizados por certas espécies embora quase sempre funcionem em interação com a temperatura e o fotoperíodo. Sinais bióticos também agem como indutores da diapausa. O principal deles seria a disponibilidade de alimento, que na maioria dos casos, possuem papel secundário (Danks, 1987).

### Fisiologia da diapausa[27][28]
A estagnação do crescimento, que é a principal característica da diapausa, está relacionada à muitas mudanças bioquímicas e fisiológicas no organismo de insetos. Estes demonstram a natureza adaptativa das diapausas, pois aumentam a capacidade do inseto para sobreviver às condições adversas (inverno, seca). Algumas características fisiológicas foram observadas em todos os tipos de diapausa:
- Metabolismo

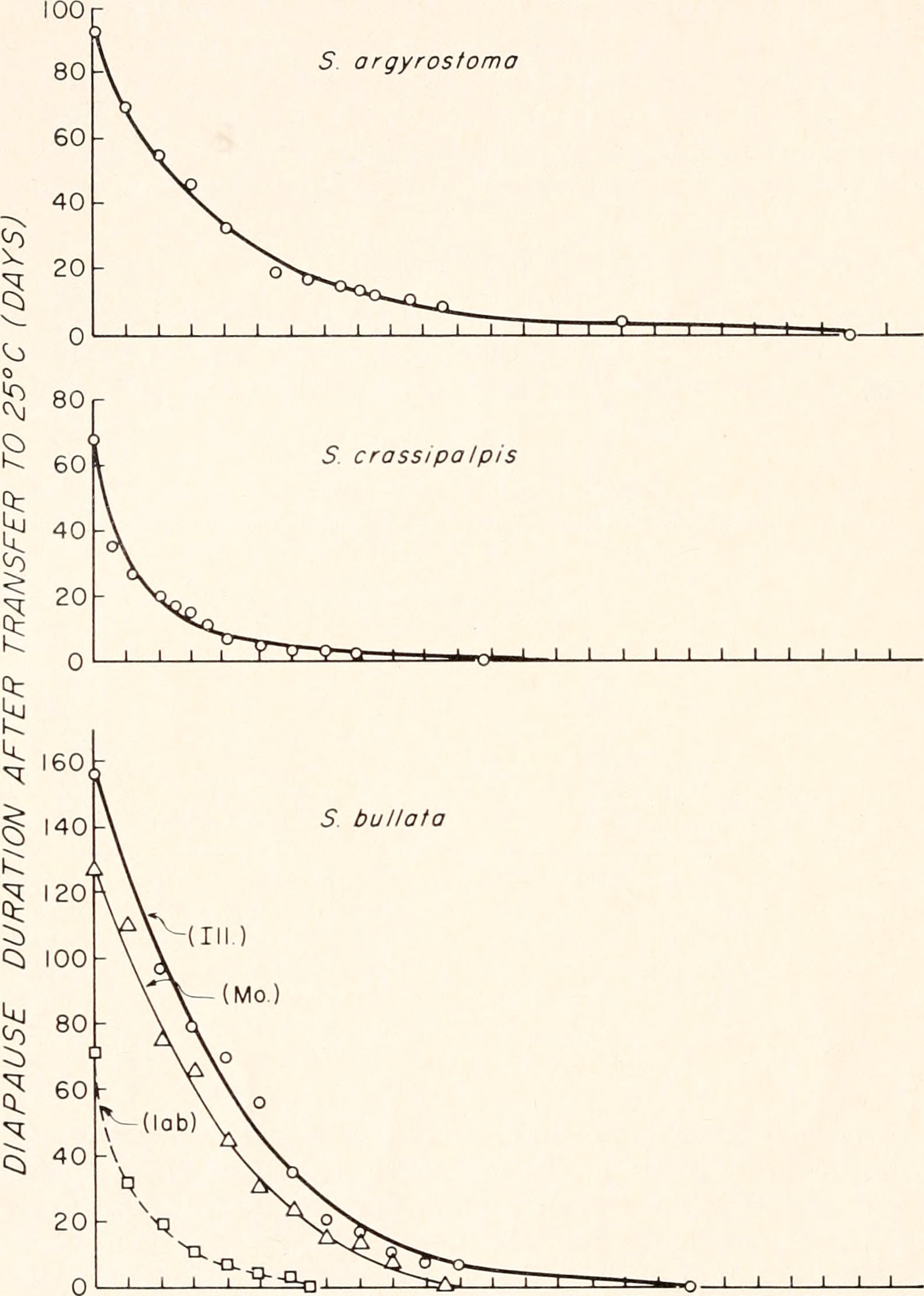
Variação de temperatura entre 17°C e 25°C em ambientes onde há pupas do gênero Sarcophaga. O gráfico demonstra que conforme há o aumento de temperatura, a duração da diapausa em dias reduz.

O início de grande parte dos tipos de diapausa está correlacionado a uma queda acentuada no consumo de oxigênio. As curvas de respiração caem para um nível baixo característico (cerca de um décimo do consumo normal de oxigênio num dado estágio) e esse nível é mantido praticamente inalterado no decorrer da diapausa.
- Enzimas respiratórias
Muitos autores demonstraram uma série de mudanças na atividade de enzimas respiratórias. Desde um aumento observado na resistência ao HCN e CO assim como uma resistência (70 vezes maior) a venenos orgânicos que bloqueiam o sistema citocromo (toxinas pilocarpina e difteria), foi concluído que este sistema é inativado durante a diapausa e trocado por um citocromo particular chamado de b5.
- Utilização e acúmulo de reservas
Uma característica fisiológica importante da diapausa trata da redução na utilização da reserva de materiais (proteínas e gorduras) correlacionadas a uma redução no metabolismo. Prebble (1941) mostrou que, nas moscas Gilpinia polytoma, menos de dois por cento da reserva de materiais foi consumida durante todo o período de inverno. Resultados similares foram obtidos com outras espécies. Essa parece ser uma das vantagens mais importantes da diapausa, em que o metabolismo reduzido ocorre durante condições adequadas para que assim a diapausa em insetos seja importante para a sobrevivência da espécie.
-  Equilíbrio de água
Um aumento na proporção de matéria seca é outra característica importante na diapausa de insetos, fazendo deles mais resistentes ao frio. O equilíbrio no balanço de água é geralmente restaurado na retomada de crescimento e a falta de umidade adequada pode prolongar a diapausa em alguns casos, até que o equilíbrio hídrico seja restabelecido.
- Digestão durante a diapausa
Muitos insetos estão aptos a se mover livremente e aceitar comida durante a diapausa. No entanto, foi demonstrado que grande parte destes não estão capacitados a utilizar esse alimento, seja para o desenvolvimento gonadal ou para a restauração das reservas de gordura corporal, e logo acabam morrendo de exaustão em poucos dias.

### Princípio hormonal da diapausa[29][30]
Uma série de diferentes teorias foram formuladas para explicar o mecanismo e a origem da diapausa. Os mais importantes destes podem ser divididos em três grupos:
1)  Diapausa é o resultado do acúmulo de uma substância específica inibitória “agindo sobre a inibição dos processos de vida ”, que é lentamente decomposto durante o desenvolvimento da diapausa. Essa categoria também inclui o conceito de diapausa hormonal geral proposta por Hinton (1953). No entanto, nenhuma evidência experimental de uma substância com tais características foram obtidas até então, exceto pelas descobertas sobre o condicionamento humoral na diapausa embrionária em Bombyx (Bicho-de-seda).
2)  Diapausa é o resultado do decréscimo no conteúdo de água em tecidos, entre outras coisas, e pelo acúmulo de reservas materiais, primeiramente gordura. Isso leva a uma redução no metabolismo e outras características da diapausa. Diapausa é, no entanto, mais provavelmente a causa do que o efeito de todas essas mudanças, como Andrewartha (1960) sugeriu, ou talvez o resultado de uma e a mesma causa de todas essas mudanças.

3)  Diapausa é condicionada hormonalmente, seja pela ausência de hormônios da metamorfose indispensáveis para o desenvolvimento,  ou no caso de diapausa embrionária, o resultado da ação de fatores humorais especiais. A primeira formulação clara desse conceito foi dada por Wigglesworth (1936) em seu estudo sobre o sistema hormonal dos insetos sugadores Rhodnius prolixus.